# Schußfahrt in den Tod
Schußfahrt in den Tod ist ein US-amerikanischer Thriller aus dem Jahr 1974 von Regisseur Robert Butler. Der Film wurde im Original sowohl unter dem Titel The Ultimate Thrill als auch als Ultimate Chase veröffentlicht.

## Handlung
Roland Parlay ist ein erfolgreicher, aber auch risikofreudiger Geschäftsmann, der mit der wunderschönen Michele verheiratet ist. Sie ist ihm treu und würde ihn niemals betrügen, was ihm auch bewusst ist. Doch er liebt auch das bizarre Spiel, dass er jeden, der seine Frau interessant findet, als potentiellen Liebhaber betrachtet, weswegen er sie jagen und töten will. Und so lädt er sein neuestes Opfer, Joe, zu einem Skitrip in die Rocky Mountains ein, wo er ihn nach einer wilden Jagd tötet.

## Kritik
„Thriller, der, bedeutungsschwer, Nichtigkeiten zu einem Pseudodrama über menschliche Entfremdung und Abgestumpftheit auswalzt. Recht routiniert inszeniert, dienen ihm schöne Landschaftsaufnahmen dazu, zahlreiche Längen und Unwahrscheinlichkeiten zu kaschieren.“